# 1092-es busz
Az 1092-es jelzésű autóbuszvonal távolsági autóbuszjárat Budapest és Battonya között, Kecskemét, Szentes, Orosháza  érintésével. melyet a Volánbusz Zrt. lát el.

## Közlekedése
Battonya felé négy, Budapest felé három járat szállítja az utasokat, öt járatpár végállomása Orosháza. A legtöbb járat korlátozó jelzéssel közlekedik, csak hétköznap, csak hétvégén, a hétvége egyik napján vagy munkaszüneti napok kivételével naponta. 
Battonya felé egy, Budapest felé kettő járat nem érinti a Csongrád és Kecskemét közötti megállókat. Ezek a járatok a hetek első munkanapját megelőző napokon közlekednek.

## Megállóhelyei
| 1092 (Budapest – Kecskemét – Szentes – Orosháza – Battonya) | 1092 (Budapest – Kecskemét – Szentes – Orosháza – Battonya) | 1092 (Budapest – Kecskemét – Szentes – Orosháza – Battonya) | 1092 (Budapest – Kecskemét – Szentes – Orosháza – Battonya) | 1092 (Budapest – Kecskemét – Szentes – Orosháza – Battonya) | 1092 (Budapest – Kecskemét – Szentes – Orosháza – Battonya) | 1092 (Budapest – Kecskemét – Szentes – Orosháza – Battonya) | 1092 (Budapest – Kecskemét – Szentes – Orosháza – Battonya)       |
| sz.                                                         | sz.                                                         | sz.                                                         | Megállóhely                                                 | sz.                                                         | sz.                                                         | Átszállási kapcsolatok | Fontosabb létesítmények                                           |
| ----------------------------------------------------------- | ----------------------------------------------------------- | ----------------------------------------------------------- | ----------------------------------------------------------- | ----------------------------------------------------------- | ----------------------------------------------------------- | --- | ----------------------------------------------------------------- |
| 0                                                           | 0                                                           | 0                                                           | Budapest, Népliget autóbusz-pályaudvar végállomás           | 24                                                          | 18                                                          | 1, 1A 83 254E 901, 914, 914A, 918, 950, 950A 607, 608, 616, 625, 626, 628, 629, 630, 631, 632, 633, 635, 636, 637, 650, 653, 654, 655, 656, 657, 660, 661, 679, 705 1080, 1085, 1087, 1090, 1094, 1110, 1111, 1113, 1115, 1120, 1121, 1123, 1125, 1130, 1131, 1134, 1136, 1172, 1173, 1174, 1175, 1176, 1177, 1183, 1184, 1185, 1188, 1194, 1204, 1205, 1212, 1215, 1216, 1229, 1251, 1253, 1254, 1257, 1268                                                                                 | Népliget autóbusz-pályaudvar Népliget Planetárium, Groupama Aréna |
| 1                                                           | 1                                                           | ∫                                                           | Kecskemét, Széchenyiváros                                   | 23                                                          | ∫                                                           | 1080, 1081, 1085, 1087, 1090 5240, 5241, 5242, 5245 |                                                                   |
| 2                                                           | 2                                                           | ∫                                                           | Kecskemét, autóbusz-állomás                                 | 22                                                          | ∫                                                           | 1, 2D, 2S, 7, 7C, 12D, 15, 19, 21, 21D, 22, 25, 32 1080, 1081, 1085, 1087, 1090, 1348, 1362, 1376, 1499, 1524, 1528, 1529, 1547, 1566 550, 551, 553, 555, 4777, 5075, 5076, 5202, 5203, 5205, 5206, 5207, 5208, 5209, 5210, 5211, 5212, 5213, 5214, 5215, 5216, 5217, 5218, 5219, 5220, 5221, 5222, 5223, 5224, 5225, 5226, 5227, 5228, 5229, 5230, 5231, 5232, 5233, 5234, 5235, 5236, 5237, 5238, 5239, 5240, 5241, 5242, 5243, 5244, 5245, 5250, 5255, 5258, 5279, 5354, 5359, 5387, 5502 |                                                                   |
| ∫                                                           | 3                                                           | ∫                                                           | Kecskemét, Daimler 1. kapu                                  | ∫                                                           | ∫                                                           | 1D, 2D, 12D, 14D, 15D, 21D 550, 553 1080, 1090 5075, 5076, 5202, 5209, 5210, 5211, 5212, 5213, 5214, 5215, 5216, 5217, 5218, 5227, 5235, 5237, 5238, 5245, 5250, 5255, 5258, 5279, 5387 |                                                                   |
| 3                                                           | 4                                                           | ∫                                                           | Városföld, bejárati út                                      | 21                                                          | ∫                                                           | 1090 5075, 5213, 5215, 5216, 5217, 5255, 5258, 5279 |                                                                   |
| 4                                                           | 5                                                           | ∫                                                           | Kiskunfélegyháza, Petőfi lakótelep                          | 20                                                          | ∫                                                           | 1090, 1499 5075, 5213, 5215, 5216, 5255, 5258 |                                                                   |
| 5                                                           | 6                                                           | ∫                                                           | Kiskunfélegyháza, autóbusz-állomás                          | 19                                                          | ∫                                                           | 1090, 1499, 1517, 1577 5075, 5076, 5123, 5213, 5215, 5216, 5217, 5251, 5252, 5253, 5255, 5256, 5257, 5258, 5259, 5260, 5261, 5263, 5265, 5266, 5267, 5268, 5270, 5271 |                                                                   |
| 6                                                           | 7                                                           | ∫                                                           | Gátér, községháza                                           | 18                                                          | ∫                                                           | 1090, 1499, 1577 5123, 5255, 5259 |                                                                   |
| 7                                                           | 8                                                           | 1                                                           | Csongrád, autóbusz-állomás                                  | 17                                                          | 17                                                          | 1, 1A, 3 1090, 1094, 1499, 1517, 1518, 1577 5001, 5004, 5010, 5011, 5100, 5105, 5107, 5109, 5110, 5111, 5112, 5123, 5140, 5255 |                                                                   |
| 8                                                           | 9                                                           | 2                                                           | Szentes, Kiss Zsigmond utca                                 | 16                                                          | 16                                                          | 1090, 1094, 1499, 1518 5004, 5010, 5011, 5105, 5109, 5110, 5123, 5140, 5255 |                                                                   |
| 9                                                           | 10                                                          | 3                                                           | Szentes, autóbusz-állomás                                   | 15                                                          | 15                                                          | 1, 3, 3A 1090, 1094, 1375, 1499, 1515, 1516, 1518, 1577 5004, 5007, 5010, 5011, 5105, 5109, 5110, 5120, 5121, 5122, 5123, 5125, 5126, 5127, 5128, 5129, 5130, 5132, 5140, 5143, 5150, 5255 |                                                                   |
| 10                                                          | 11                                                          | 4                                                           | Szentes, Berekhát                                           | 14                                                          | 14                                                          | 5004, 5007, 5010, 5011, 5105, 5128, 5129, 5130, 5132, 5143, 5150 |                                                                   |
| 11                                                          | 12                                                          | 5                                                           | Derekegyház, autóbusz-váróterem                             | 13                                                          | 13                                                          | 1499 5128, 5130, 5132 |                                                                   |
| ∫                                                           | 13                                                          | ∫                                                           | Derekegyház, Halastavak                                     | ∫                                                           | ∫                                                           | 5128, 5132 |                                                                   |
| ∫                                                           | 14                                                          | ∫                                                           | Nagymágocs, Özvegysor                                       | ∫                                                           | ∫                                                           | 5128, 5132 |                                                                   |
| ∫                                                           | 15                                                          | ∫                                                           | Nagymágocs, Ótompahát                                       | ∫                                                           | ∫                                                           | 5128, 5132 |                                                                   |
| 12                                                          | 16                                                          | 6                                                           | Nagymágocs, Károlyi kastély                                 | 12                                                          | 12                                                          | 1499 5128, 5129, 5132, 5143 |                                                                   |
| 13                                                          | 17                                                          | 7                                                           | Nagymágocs, sportpálya                                      | 11                                                          | 11                                                          | 1499 4965, 5128, 5129, 5132 |                                                                   |
| 14                                                          | 18                                                          | 8                                                           | Rákóczitelep, gyógyszertár                                  | 10                                                          | 10                                                          | 6 1499 4965, 5128, 5132 |                                                                   |
| 15                                                          | 19                                                          | 9                                                           | Orosháza, Tűzoltóság                                        | 9                                                           | 9                                                           | 2, 2A, 4, 4A, 6, 7 1499 4965, 5128, 5132 |                                                                   |
| 16                                                          | 20                                                          | 10                                                          | Orosháza, autóbusz-állomás végállomás                       | 8                                                           | 8                                                           | 2, 2A, 4, 4A, 6, 7, 7A 1087, 1374, 1441, 1486, 1499 4835, 4840, 4930, 4935, 4938, 4945, 4949, 4950, 4953, 4960, 4965, 4966, 4980, 4990, 5126, 5128, 5132, 5160, 5165 személyvonat |                                                                   |
| 17                                                          |                                                             | 11                                                          | Kardoskút, Árpád sor                                        | 7                                                           | 7                                                           | 4953, 4960, 5165 |                                                                   |
| 18                                                          |                                                             | 12                                                          | Tótkomlós, autóbusz-váróterem                               | 6                                                           | 6                                                           | 4833, 4953, 4960, 5019, 5020, 5021, 5165, 5167 |                                                                   |
| 19                                                          |                                                             | 13                                                          | Nagyér, községháza                                          | 5                                                           | 5                                                           | 4953, 5019, 5020, 5021, 5167 |                                                                   |
| 20                                                          |                                                             | 14                                                          | Ambrózfalva, községháza                                     | 4                                                           | 4                                                           | 4953, 5019, 5020, 5021, 5167 |                                                                   |
| 21                                                          |                                                             | 15                                                          | Pitvaros, körforgalom                                       | 3                                                           | 3                                                           | 4953, 5017, 5018, 5019, 5020, 5021, 5022, 5023, 5167, 5189 |                                                                   |
| 22                                                          |                                                             | 16                                                          | Mezőhegyes, Deák Ferenc utca                                | 2                                                           | 2                                                           | 4832, 4905, 4907, 4908, 4953, 4955, 5017, 5018, 5019, 5022, 5023, 5189 |                                                                   |
| 23                                                          |                                                             | 17                                                          | Mezőhegyes, vasútállomás                                    | 1                                                           | 1                                                           | 4832, 4905, 4907, 4908, 4953, 4955, 5017, 5018, 5019, 5022, 5023, 5189 személyvonat |                                                                   |
| 24                                                          |                                                             | 18                                                          | Battonya, autóbusz-váróterem végállomás                     | 0                                                           | 0                                                           | 4827, 4829, 4894, 4949, 4950, 4955, 5018, 5019, 5022 |                                                                   |